# Tetrastichus unicolor
Tetrastichus unicolor är en stekelart som beskrevs av Girault och Alan Parkhurst Dodd 1915. Tetrastichus unicolor ingår i släktet Tetrastichus och familjen finglanssteklar. Inga underarter finns listade i Catalogue of Life.